# Canottaggio ai Giochi della XXXI Olimpiade
Le gare di canottaggio dei Giochi della XXXI Olimpiade si sono svolte nella laguna Rodrigo de Freitas tra il 6 e il 13 agosto 2016. Sono stati disputati 14 eventi, 8 maschili e 6 femminili.

## Calendario
| Uomini |  |  |  |  | 4 di coppia | 2 senza 2 di coppia 4 senza pesi leggeri | 2 di coppia p.l. 4 senza | Singolo Otto | 8  |
| Donne  |  |  |  |  | 4 di coppia | 2 di coppia                              | 2 senza 2 di coppia p.l. | Singolo Otto | 6  |
| Totale |  |  |  |  | 3           | 3                                        | 4                        | 4            | 14 |

|  | Qualificazioni |  | Finali |

## Podi

### Uomini
| Evento                                | Oro | Perform. | Argento | Perform. | Bronzo | Perform. |
| Singolo (dettagli)                    | Nuova Zelanda Mahé Drysdale | 6'41"34  | Croazia Damir Martin | 6'41"34  | Rep. Ceca Ondřej Synek | 6'44"10  |
| Due di coppia (dettagli)              | Croazia Martin Sinković Valent Sinković | 6'50"28  | Lituania Mindaugas Griškonis Saulius Ritter | 6'51"39  | Norvegia Kjetil Borch Olaf Tufte | 6'53"25  |
| Due di coppia pesi leggeri (dettagli) | Francia Pierre Houin Jérémie Azou | 6'30"70  | Irlanda Gary O'Donovan Paul O'Donovan | 6'31"23  | Norvegia Kristoffer Brun Are Strandli | 6'31"39  |
| Due senza (dettagli)                  | Nuova Zelanda Eric Murray Hamish Bond | 6'59"71  | Sudafrica Lawrence Brittain Shaun Keeling | 7'02"51  | Italia Giovanni Abagnale Marco Di Costanzo | 7'04"52  |
| Quattro di coppia (dettagli)          | Germania Philipp Wende Lauritz Schoof Karl Schulze Hans Gruhne                                                                                | 6'06"81  | Australia Karsten Forsterling Alexander Belonogoff Cameron Girdlestone James McRae                                                                   | 6'07"96  | Estonia Andrei Jämsä Allar Raja Tõnu Endrekson Kaspar Taimsoo                                                                                       | 6'10"65  |
| Quattro senza (dettagli)              | Gran Bretagna Alex Gregory Mohamed Sbihi George Nash Constantine Louloudis                                                                    | 5'58"61  | Australia William Lockwood Joshua Dunkley-Smith Joshua Booth Alexander Hill                                                                          | 6'00"44  | Italia Domenico Montrone Matteo Castaldo Matteo Lodo Giuseppe Vicino                                                                                | 6'03"85  |
| Quattro senza pesi leggeri (dettagli) | Svizzera Lucas Tramer Simon Schürch Simon Niepmann Mario Gyr                                                                                  | 6'20"51  | Danimarca Jacob Barsøe Jacob Larsen Kasper Winther Jørgensen Morten Jørgensen                                                                        | 6'21"97  | Francia Franck Solforosi Thomas Baroukh Guillaume Raineau Thibault Colard                                                                           | 6'22"85  |
| Otto (dettagli)                       | Gran Bretagna Scott Durant Tom Ransley Andrew Triggs Hodge Matthew Gotrel Peter Reed Paul Bennett Matthew Langridge William Satch Phelan Hill | 5'29"63  | Germania Maximilian Munski Malte Jakschik Andreas Kuffner Eric Johannesen Maximilian Reinelt Felix Drahotta Richard Schmidt Hannes Ocik Martin Sauer | 5'30"96  | Paesi Bassi Dirk Uittenbogaard Boaz Meylink Kaj Hendriks Boudewijn Röell Olivier Siegelaar Tone Wieten Mechiel Versluis Robert Lücken Peter Wiersum | 5'31"59  |

### Donne
| Evento                                | Oro | Perform. | Argento | Perform. | Bronzo | Perform. |
| Singolo (dettagli)                    | Australia Kimberley Brennan | 7'21"54  | Stati Uniti Genevra Stone | 7'22"92  | Cina Duan Jingli | 7'24"13  |
| Due di coppia (dettagli)              | Polonia Magdalena Fularczyk Natalia Madaj | 7'40"10  | Gran Bretagna Victoria Thornley Katherine Grainger                                                                                                 | 7'41"05  | Lituania Donata Vištartaitė Milda Valčiukaitė                                                                                                | 7'43"76  |
| Due di coppia pesi leggeri (dettagli) | Paesi Bassi Ilse Paulis Maaike Head | 7'04"73  | Canada Lindsay Jennerich Patricia Obee | 7'05"88  | Cina Huang Wenyi Pan Feihong | 7'06"49  |
| Due senza (dettagli)                  | Gran Bretagna Helen Glover Heather Stanning | 7'18"29  | Nuova Zelanda Genevieve Behrent Rebecca Scown | 7'19"53  | Danimarca Hedvig Rasmussen Anne Dsane Andersen                                                                                               | 7'20"71  |
| Quattro di coppia (dettagli)          | Germania Annekatrin Thiele Carina Bär Julia Lier Lisa Schmidla                                                                                 | 6'49"39  | Paesi Bassi Chantal Achterberg Nicole Beukers Inge Janssen Carline Bouw                                                                            | 6'50"33  | Polonia Maria Springwald Joanna Leszczyńska Agnieszka Kobus Monika Ciaciuch                                                                  | 6'50"86  |
| Otto (dettagli)                       | Stati Uniti Emily Regan Kerry Simmonds Amanda Polk Lauren Schmetterling Tessa Gobbo Meghan Musnicki Eleanor Logan Amanda Elmore Katelin Snyder | 6'01"49  | Gran Bretagna Catherine Greves Melanie Wilson Frances Houghton Polly Swann Jessica Eddie Olivia Carnegie-Brown Karen Bennett Zoe Lee Zoe de Toledo | 6'03"98  | Romania Roxana Cogianu Ioana Strungaru Mihaela Petrilă Iuliana Popa Mădălina Beres Laura Oprea Adelina Boguș Andreea Boghian Daniela Druncea | 6'04"10  |

## Medagliere
| Posizione | Paese         | Oro | Argento | Bronzo | Totale |
| --------- | ------------- | --- | ------- | ------ | ------ |
| 1         | Gran Bretagna | 3   | 2       | 0      | 5      |
| 2         | Germania      | 2   | 1       | 0      | 3      |
| 2         | Nuova Zelanda | 2   | 1       | 0      | 3      |
| 4         | Australia     | 1   | 2       | 0      | 3      |
| 5         | Paesi Bassi   | 1   | 1       | 1      | 3      |
| 6         | Croazia       | 1   | 1       | 0      | 2      |
| 6         | Stati Uniti   | 1   | 1       | 0      | 2      |
| 8         | Francia       | 1   | 0       | 1      | 2      |
| 8         | Polonia       | 1   | 0       | 1      | 2      |
| 10        | Svizzera      | 1   | 0       | 0      | 1      |
| 11        | Danimarca     | 0   | 1       | 1      | 2      |
| 11        | Lituania      | 0   | 1       | 1      | 2      |
| 13        | Canada        | 0   | 1       | 0      | 1      |
| 13        | Irlanda       | 0   | 1       | 0      | 1      |
| 13        | Sudafrica     | 0   | 1       | 0      | 1      |
| 16        | Cina          | 0   | 0       | 2      | 2      |
| 16        | Italia        | 0   | 0       | 2      | 2      |
| 16        | Norvegia      | 0   | 0       | 2      | 2      |
| 19        | Rep. Ceca     | 0   | 0       | 1      | 1      |
| 19        | Estonia       | 0   | 0       | 1      | 1      |
| 19        | Romania       | 0   | 0       | 1      | 1      |
| Totale    | Totale        | 14  | 14      | 14     | 42     |